# Tubercule pubien
Le tubercule pubien (ou épine du pubis ou épine pubienne) est la saillie osseuse située à l'avant du corps du pubis. Il donne insertion au ligament inguinal.

## Aspect clinique
Le tubercule pubien peut être palpé sous la peau. Il sert de repère pour l'anesthésie locale du rameau génital du nerf génito-fémoral, qui se situe légèrement latéralement à celui-ci.

### Hernies
Le tubercule pubien est un repère utile pour identifier l'origine d'une hernie abdominale. Une hernie inguinale se trouvera en position antéro-médiale au tubercule pubien, alors qu'une hernie fémorale se trouvera inféro-latérale au tubercule pubien.